# Die große Muppet-Sause
Die große Muppet-Sause ist ein US-amerikanischer Puppenfilm aus dem Jahr 1981. Die Filmkomödie ist auch unter dem Alternativtitel Der große Muppet Krimi bekannt.

## Handlung
Kermit, Gonzo und Fozzie Bär arbeiten als Reporter beim Daily Chronicle. Unglücklicherweise berichten sie nicht über den großen Diebstahl von Lady Holidays Juwelen, sondern darüber, dass zwei eineiige Zwillinge bei ihrer Zeitung arbeiten: Kermit und Fozzie. Da sie ihren Job nicht verlieren wollen, reisen sie für zwölf US-Dollar nach London, England, wo sie Lady Holiday treffen und den Fall aufklären wollen. Bei einem möglichen Interview ist allerdings Lady Holiday außer Haus, so dass Kermit ihre Rezeptionistin Miss Piggy, ein verhindertes Model und Superstar, für Lady Holiday hält. Also lädt Kermit sie in den Dubonnet Club ein, wo er sie interviewen will. Doch stattdessen wird, nach einem aufreizenden Tanz von Miss Piggy, der wahren Lady Holiday ihr Collier vom Hals gestohlen. Zwar fotografiert Gonzo mit Nicky, Lady Holidays Bruder, den wahren Dieb, aber das Foto wird später zerstört, weswegen man keinerlei Beweise hat.
Für Miss Piggy kommt es sogar noch schlimmer, denn ihr Verehrer Kermit erfährt nicht nur, dass sie ihn belog, sondern dass sie nun auch noch als Sündenbock für die Diebstähle herhalten muss. Bei einer Modenshow, bei der sie als Model einsprang, wurde ihr das zuvor gestohlene Collier untergeschmuggelt, weswegen sie dafür nun im Gefängnis sitzen muss. Aber Kermit und seine Freunde wollen nicht nur Miss Piggy helfen, sondern auch Nicky beim Diebstahl des Baseballdiamanten in der Mallory Gallery in flagranti erwischen. Als Nicky mit seinen drei Komplizinnen dabei ist, den Diamanten zu stehlen, greifen Kermit und seine Freunde ein, um dies zu verhindern. Doch sie werden von Nicky überwältigt. Erst Miss Piggy, die zuvor aus dem Gefängnis ausbrach, kann mit Hilfe der Polizei, welche sie verfolgte, Nicky stellen und als wahren Verbrecher überführen.

## Kritik
„Die Muppets sind eine wunderbare Schöpfung. Aber in Die große Muppet-Sause verlieren sie ihre spezielle Qualität. Sie verhalten sich wie Klone all jener beliebten Kindersuperstars, die auf Zeichentrickfiguren basieren, die sie ursprünglich mal ersetzen sollten – zumindest waren sie dafür geschaffen worden.“

„Es ist ein durch und durch genialer Film. […]“

„Zweiter Spielfilm mit Jim Hensons Puppen aus der Muppet Show"; urkomische Musikeinlagen und prominente Gastauftritte machen die Längen der Geschichte wett.“

## Besetzung und Synchronisation
Die deutsche Synchronfassung entstand unter dem Dialogbuch und der Dialogregie von Eberhard Storeck.
| Rolle                      | Schauspieler/Puppenspieler         | Sprecher                                               |
| -------------------------- | ---------------------------------- | ------------------------------------------------------ |
| Kermit der Frosch          | Jim Henson                         | Andreas von der Meden                                  |
| Rowlf                      | Jim Henson                         | Michael Rüth                                           |
| Dr. Goldzahn               | Jim Henson                         | Paul Friedrichs (Sprache) Manfred Lichtenfeld (Gesang) |
| Waldorf                    | Jim Henson                         | Walter Reichelt                                        |
| Nachrichtensprecher        | Jim Henson                         | Franz Rudnik                                           |
| dänischer Koch             | Jim Henson                         | Eberhard Storeck                                       |
| Oscar                      | Caroll Spinney                     | Eberhard Storeck                                       |
| Louis Kazagger             | Jerry Nelson                       | Eberhard Storeck                                       |
| Crazy Harry                | Jerry Nelson                       | Eberhard Storeck                                       |
| Floyd Pepper               | Jerry Nelson                       | Paul Lasner                                            |
| Pops                       | Jerry Nelson                       | Peter Capell                                           |
| Lew Zealand                | Jerry Nelson                       | Michael Habeck                                         |
| Miss Piggy                 | Frank Oz                           | Marianne Wischmann                                     |
| Fozzie Bär                 | Frank Oz                           | Bruno W. Pantel                                        |
| Sam der Adler              | Frank Oz                           | Wolf Ackva                                             |
| Das Tier                   | Frank Oz                           | Harald Baerow                                          |
| Zoot                       | Dave Goelz                         | Harald Baerow                                          |
| Der große Gonzo            | Dave Goelz                         | Werner Abrolat                                         |
| Dr. Honigtau Bunsenbrenner | Dave Goelz                         | Kurt Zips                                              |
| Beauregard                 | Dave Goelz                         | Donald Arthur                                          |
| Scooter                    | Richard Hunt                       | Christina Hoeltel (Sprache) Eberhard Storeck (Gesang)  |
| Statler                    | Richard Hunt                       | Manfred Lichtenfeld                                    |
| Beaker                     | Richard Hunt                       | Eberhard Storeck                                       |
| Rizzo die Ratte            | Steve Whitmire                     | Erich Ludwig                                           |
| Nicky Holiday              | Charles Grodin Gesang: Stuart Kale | Ekkehardt Belle                                        |
| Lady Holiday               | Diana Rigg                         | Renate Küster                                          |
| Mr. Tarkenian              | Jack Warden                        | Rainer Basedow                                         |
| LKW-Fahrer                 | Peter Ustinov                      | Donald Arthur                                          |
| Neville                    | John Cleese                        | Berno von Cramm                                        |
| Penner                     | Peter Falk                         | Klaus Schwarzkopf                                      |

## Auszeichnungen
- eine Nominierung für The First Time It Happens als Besten Song bei der Oscarverleihung 1982
- eine Nominierung als Bester Familienfilm beim Young Artist Award 1982

## Veröffentlichung
Nach seinem US-Kinostart konnte der Film über 31,2 Mio. US-Dollar an den Kinokassen einspielen. In Deutschland wurde der Film am 21. Mai 1994 auf ProSieben erstmals ausgestrahlt und am 22. September 1994 unter dem Titel Der große Muppet-Krimi auf VHS veröffentlicht. Seit dem 17. November 2005 ist der Film unter dem gleichen Titel auch als DVD erhältlich.